# Aglaonice

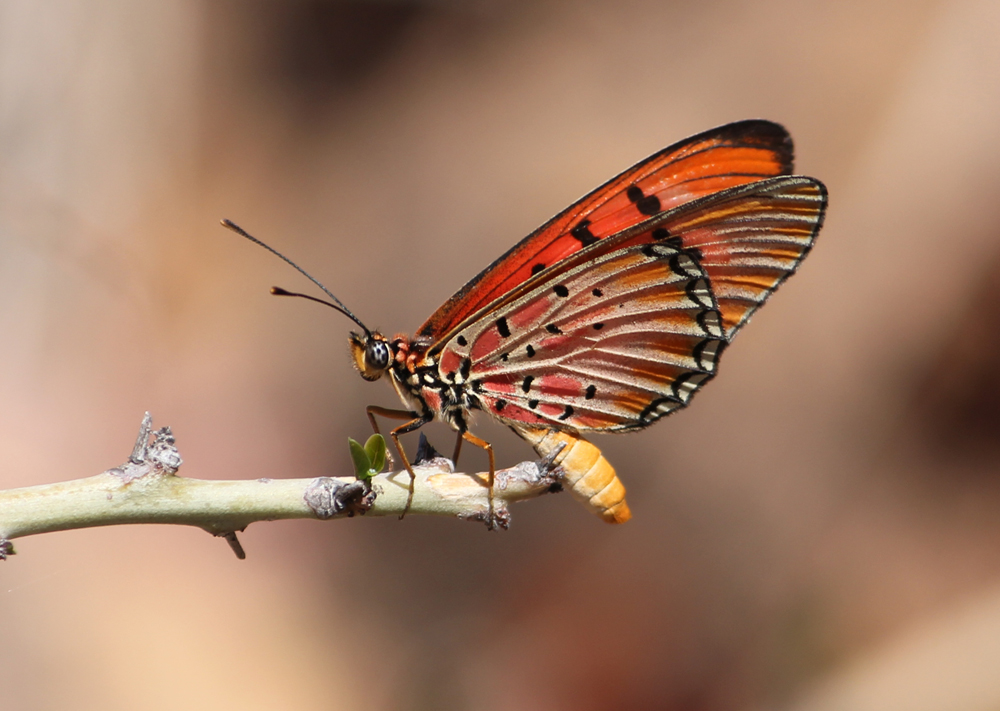
Acraea aglaonice

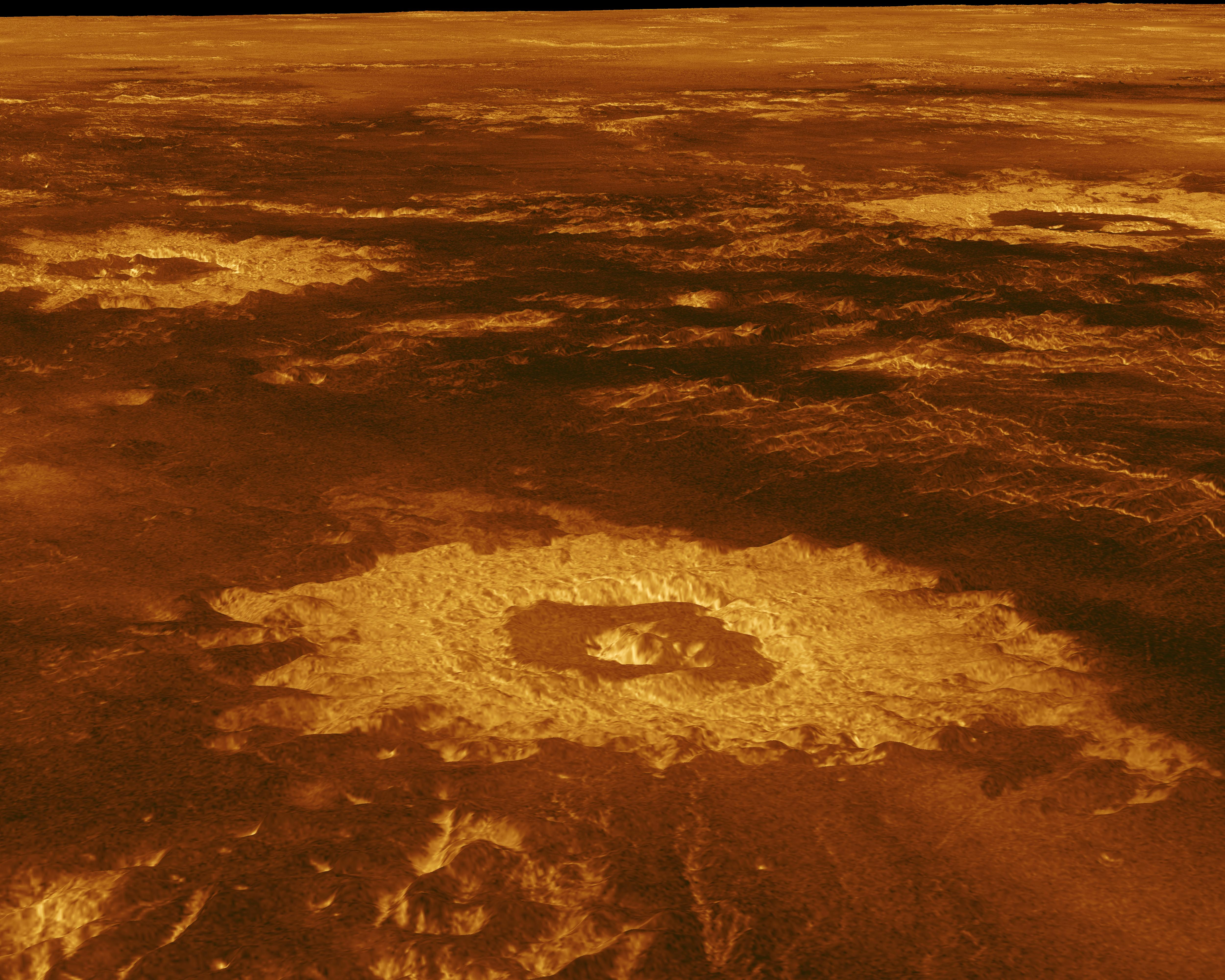
Aglaonice, cràter de Venus

Aglaonice, Aglaonike, o Aganice (grec antic: Ἀγλαονίκη, Aglaoníkē), natural de Tessàlia, va ser una astrònoma i filòsofa natural grega del segle II aC o el segle I aC. Es considera una de les primeres dones astrònomes.

## Eclipsis
Aglaonice és esmentada en les escriptures de Plutarc i en l'escoli a Apol·loni de Rodes com a dona astrònoma, i diu que era filla d'Hegetor (o Hegemon) de Tessàlia. Va ser molt respectada per la seva capacitat de pronosticar quan i on havia d'ocórrer un eclipsi lunar.

## Les bruixes de Tessàlia
Aglaonice va ser relacionada amb un grup de dones astròlogues, molt actives entre el segle iii i el segle I aC, aparentment considerades com a fetilleres o magues. Es van conèixer com les bruixes de Tessàlia i existí la creença, molt estesa en l'antiguitat, que tenien poder per fer desaparèixer la lluna. També es deia que Aglaonice amb els seus encanteris la podia atreure fins a tocar-la, cosa que li va provocar moltes desgràcies i va donar lloc al refrany "τήν σελήνην κατασπά" "atreu la lluna", per referir-se als que reben un càstig per la seva arrogància.
Un proverbi grec fa referència a Aglaonice: Sí, com la lluna obeeix Aglaonice. Així, Aglaonice era considerada fetillera, per la seva habilitat per fer desaparèixer la lluna del cel.
Dins del Gòrgies (diàleg) de Plató, Sòcrates parla de "les encantadores de Tessàlia, que, com diuen, van baixar la lluna de cel amb risc de la seva pròpia perdició". Plutarc en Moralia i Aristòfanes en Els núvols ens van transmetre igualment aquesta tradició de magues.
Plutarc va escriure que Aglaonice estava completament familiaritzada amb els períodes de la lluna plena quan esdevenen els eclipsis i, sabent per endavant el moment en què la lluna anava a ser superada per l'ombra de la Terra, s'imposava a les dones i els feia creure que ella era la que dirigia la lluna.
| «                                                           | ...I he sentit que Aglaonice, la filla d'Hèctor de Tessàlia, per ser experta en eclipsis de lluna plena i per conèixer per endavant el temps en què la lluna és enfosquida per l'ombra de la Terra, enganyava i convencia les dones que ella feia baixar la lluna. | » |
| — Plutarc, Deures del matrimoni 48 (145 C-D), Obres morals. | |   |

## Mencions
- Un dels cràters de Venus i una papallona porten el nom d'Aglaonice.

### Aglaonice en la cultura popular
- Aglaonice és un personatge en la pel·lícula de Jean Cocteau, Orpheus, on és una amiga d'Eurydice i líder de la Lliga de Dones.
- Aglaonice, a més, és una figura representada en una instal·lació artística de Judy Chicago, The Dinner Party. [8]